# Matt Schnobrich
Matt Schnobrich (Minneapolis, 12 novembre 1978) è un canottiere statunitense, vincitore della medaglia di bronzo nell'8 con a Pechino 2008.

## Palmarès
- Olimpiadi

Pechino 2008: bronzo nell'8 con.